# Mosaïque (livre)
Pour les articles homonymes, voir Mosaïque (homonymie).
Mosaïque est le premier recueil de Prosper Mérimée paru en 1833.
Il regroupe des textes parus entre 1829 et 1832 dans la Revue de Paris et la Revue française. Il est réimprimé en 1842 après une réécriture de quelques nouvelles et la suppression des ballades et de Federigo.

## Liste des textes de l'édition originale (1833)
1. Mateo Falcone (1829), nouvelle
2. Vision de Charles XI (1829), nouvelle
3. L'Enlèvement de la redoute (1829), nouvelle
4. Tamango (1829), nouvelle
5. Federigo (1829), nouvelle
6. La Partie de trictrac (1830), nouvelle
7. Le Vase étrusque (1830), nouvelle
8. Lettres d'Espagne (1832), nouvelles sous forme de correspondances
9. Le Fusil enchanté (1832), pièce lyrique
10. Le Ban de Croatie (1832), ballade
11. Le Heydouque mourant (1832), ballade
12. La Perle de Tolède (1829), ballade
13. Les Mécontents (1832), saynète (pièce dramatique)

## Lien
Centre Jacques Petit